# Fedato
Antônio Carlos Fedato (São Caetano do Sul, 18 de novembro de 1948 — São Caetano do Sul, 26 de janeiro de 2000), mais conhecido como Fedato, foi um futebolista brasileiro que teve passagem de maior destaque pelo Palmeiras, durante a segunda "Academia". Centroavante, era bastante versátil e também aproveitado em várias outras posições.
Durante boa parte de sua passagem pela equipe alviverde, não foi titular, mas era uma espécie de décimo segundo jogador que sempre entrava no segundo tempo das partidas como uma espécie de "arma secreta" dos treinadores, cativando a torcida. Defendeu também o Náutico e, na década de 80, já como técnico, chegou a comandar o próprio Palmeiras.

## Biografia
Na primeira metade dos anos 70, o Palmeiras pode contar com um jogador que, sem constrangimento algum, ocupou a condição de “primeiro reserva”. O atacante Fedato, justamente por ter a facilidade de atuar tanto pelas pontas como no comando do ataque, era sempre a opção principal quando um titular da chamada “Segunda Academia” não podia ser escalado.
Mas era quando entrava no decorrer das partidas que este palmeirense de coração mais se destacava. Não foram poucas — ao contrário, até: foram inúmeras – as vezes em que graças à sua entrada em campo o Palmeiras conseguiu vencer um jogo que parecia fadado a não ganhar. Daí o carinho que ganhou por parte da torcida, que o elegeu como o maior talismã da história alviverde.
Descoberto por Mário Travaglini durante um jogo do Cerâmica Clube, de sua cidade natal. Fedato chegou para jogar no Juvenil do Verdão, em 1965. Assim que começou a se destacar, foi emprestado a pequenos clubes paulistas, como Nacional, Botafogo, Comercial e Noroeste, onde foi um dos heróis do retorno do time de Bauru à elite do futebol estadual.
De volta ao Palmeiras no segundo semestre de 1970, tornou-se um dos mais queridos e importantes jogadores da equipe durante 5 anos. Com o fim daquele período mágico, no qual o time se sagrou bicampeão paulista e bicampeão brasileiro, entre outras conquistas, ganhou o passe livre e foi jogar no Náutico. 
Assim que encerrou a carreira de atleta, retornou ao Palestra Itália para dar início à de treinador. Primeiro das categorias de base e, depois, da equipe principal, a qual dirigiu em três oportunidades e 79 partidas.  

## Morte
Fedato morreu muito cedo e de forma surpreendente: em 26 de janeiro de 2000, durante um rotineiro exame cardiológico, ele sofreu um infarto. Tinha, então, apenas 51 anos.    

## Títulos
Palmeiras
- Campeonato Paulista: 1972 e1974.
- Campeonato Brasileiro: 1972 e 1973.

### Outras Conquistas
Palmeiras
- Troféu Ramón de Carranza: 1974 e 1975.